# 台灣通勤第一品牌
《台灣通勤第一品牌》是臺灣的Podcast節目，簡稱台通，由李毅誠（誠誠）、張家倫（家倫）開創，自〈EP49自羽為高材生〉起加入何勁旻（何a） （土城吟遊詩人），由三人擔任主持人。

## 沿革
李毅誠生於1985年，與弟弟及大學好友何勁旻合夥經營便當店；張家倫生於1986年，為自由撰稿人。在2020年，嚴重特殊傳染性肺炎對臺灣的影響逐漸加劇後，李毅誠的便當店生意開始下滑，再加上受到YouTube頻道反正我很閒啟發，他便開始經營Podcast節目，因為自言自語撐起節目的難度很高，他便找好友張家倫共同經營，並自己擔任製作人。節目名稱由李毅誠命名，他表示自己聽到許多人都是在通勤時聽Podcast，又聯想到販售鹽酥雞的攤商「台灣第一家鹽酥雞」，便將兩者結合。對於這個名稱，他表示「這件事情只能有一個人做，只能做一次，以後就不能再做了，我就覺得很爽」。
《台灣通勤第一品牌》在2020年4月底推出，內容並未遵循特定主題，而是主持人的閒聊，或訪問受邀來賓，若是閒聊，題材多半來自李毅誠生活中的瑣事。雖然話題並不設限，但也遵循著不欺負弱勢、不將自己的意見強加給聽眾的底線。節目推出後廣受歡迎，從2020年5月開始便有廠商邀約合作，之後加入了第三位主持人何勁旻（首次出現第49集），試圖讓節目更有變化。《台灣通勤第一品牌》與另外兩檔節目《百靈果News》和《股癌》並稱「三本柱」，並在2022年入圍KKBOX Podcast 風雲榜的「最佳主持人」和「最佳節目」類別。對於節目走紅，李毅誠指出關鍵在於有著別人沒有的獨特觀點。
節目常見的模式是李毅誠扮演話題主導者，而張家倫在聽到話題後給出反應，並讓話題延伸，因此在錄製時，張家倫僅會知道每集節目的主題。李毅誠指出，閒聊類型的節目看似鬆散，其實邏輯結構必須更嚴謹，他提出「垂直聊法」，表示在閒聊時必須延伸過往經驗，將話題向下挖深，而且不該講自己不懂的事，也不要與人交惡。頻道建議，若要經營Podcast頻道，應先力求穩定。
2021年，李毅誠和何勁旻受邀擔任公共電視節目《誰來晚餐》嘉賓，李毅誠一家曾在2014年以受訪者家庭的身分參與第六季的《誰來晚餐》（第36集），這使得他成為該節目開播13季以來，首位從受訪者家庭變成節目嘉賓的人士，他表示自從Podcast節目走紅後，自己就料到會有這麼一天。
2022年首次接下大型典禮主持工作，擔任第13屆金音創作獎頒獎典禮主持人；何a以「品味教官」扮相出場與來賓互動，為典禮一亮點。
2024年的大港開唱，台通攜手饒舌歌手Gummy B和阿跨面一起在海波浪舞台演出。